# متوازی‌الاضلاع
در هندسه، مُتَوازی‌الاَضلاع یا همراستایه چهارضلعیِ سادهٔ (غیر خود متقاطع) با دو جفت اضلاع موازی است. اندازهٔ اضلاع و زوایه‌های روبرو در متوازی‌الأضلاع با هم برابر است. زاویه‌های مجاور باهم مکمل هستند یعنی جمع آن دو برابر ۱۸۰ درجه است.
همخوانی اضلاع مخالف و زوایای مخالف نتیجهٔ مستقیم فرض موازی اقلیدسی است و هیچ‌یک از شرایط را نمی‌توان بدون توسل به فرضیه موازی اقلیدسی یا یکی از فرمول‌های معادل آن اثبات کرد. این در نتیجهٔ اختلاف موجود میان اقلیدس از یکسو و ارشمیدس و طرف‌دارانش از سوی دیگر در تعریف چهارضلعی است.
مستطیل و مربع و لوزی یک نوع متوازی‌الأضلاع هستند. (در هر متوازی‌الأضلاع؛ قطرها یکدیگر را نصف می‌کنند ولی امکان دارد برابر نباشند)
اما اینطور نیست که همیشه قطرهای متوازی‌الأضلاع، نیمساز زاویه‌های روبه رو باشند.